# Doreen Carwithen
Doreen Carwithen   (Haddenham, 15 de novembre de 1922 - Forncett, 5 de gener de 2003), també coneguda com a Mary Alwy, fou una compositora britànica de música clàssica i de cinema.

## Biografia
Les primeres lliçons musicals que va rebre de nena se les va impartir la seva mare, una mestra de música, i començà a tocar tant el piano com el violí amb ella als quatre anys. Als setze va començar a compondre musicant I Wandered Lonely as a Cloud (Daffodils) de Wordsworth per a veu i piano.
El 1941 va ingressar a la Royal Academy of Music i va tocar el violoncel en un quartet de corda i amb orquestres. Va ser membre de la classe d'harmonia de William Alwyn, que va començar a ensenyar-li composició. La seva obertura ODTAA (One Damn Thing After Another) va ser estrenada al Covent Garden per Adrian Boult en 1947. Aquest mateix any la Royal Academy la va seleccionar per formar-la com a compositora de música per a pel·lícules.
El 1961 es va convertir en secretària i amanuense de William Alwyn. Es convertí en la seva segona esposa el 1975,i adoptà Mary Alwyn com el seu nom de casada, ja que no li agradava el de Doreen, i Mary era el seu segon nom. Més tard va treballar com a sub professora de composició en la RAM. Després de la mort del seu marit el 1985, va fundar l'Arxiu William Alwyn i la Fundació William Alwyn per promoure la música del seu difunt marit i facilitar projectes d'investigació relacionats.
Llavors va recuperar l'interès en la seva pròpia música. El 1999 un accident cerebrovascular la va deixar paralitzada d'un costat. Va morir a Forncett St Peter, prop de Norwich, el 5 de gener del 2003.

## Obres
Doreen Carwithen va escriure partitures per a més de 30 pel·lícules, entre les quals Harvest from the Wilderness (1948), Boys in Brown (1950), Mantrap (estrenada als Estats Units com a Man in Hiding) (1952), East Anglian Holiday (1954) i Three Cases of Murder (1955). També va col·laborar en la música d'Elizabeth Is Queen, el film oficial de la coronació d'Elisabet II del Regne Unit.
També va compondre música orquestral: una obertura ODTAA ODTAA (One Damn Thing After Another)(1945) (segons la novel·la de John Masefield); ; un Concert per a piano i cordes (1948); l'obertura Bishop Rock (1952) i una suite titulada Suffolk (1964). També va compondre dos quartets de corda poc coneguts, però que van guanyar premis.
També va editar per poder representar-se el segon concert per a piano del seu marit William Alwyn.

## Filmografia seleccionada
- To the Public Danger (1948)